# ابدان کاسترو تولای
ابدان کاسترو تولای (به اسپانیایی: Abdón Castro Tolay) در آرژانتین با جمعیت ۲۲۹ نفر است که در ایالت خوخوی واقع شده‌است.